# 布莱恩·迈克尔·班迪斯

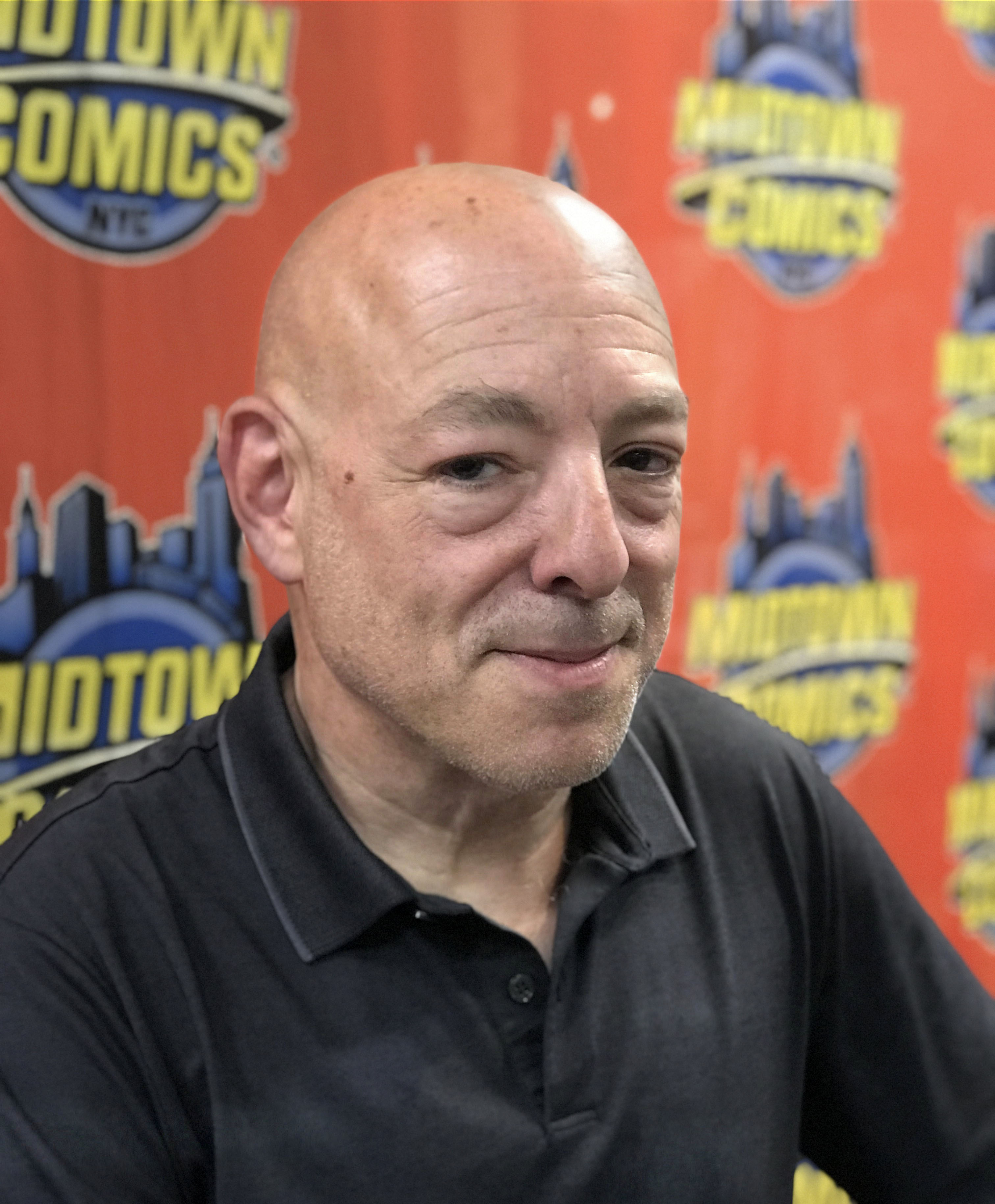
布莱恩·迈克尔·班迪斯

布莱恩·迈克尔·本迪斯（1967年8月18日—）是一位美国漫画作家、艺术家。
他在漫威漫畫工作期间与马克·米勒等人合作創作終極蜘蛛俠。他還與別人共同创作了角色鋼鐵心、蜘蛛人以及杰西卡·琼斯。本迪斯曾五次斬獲艾斯納獎。 除了创作漫画外，他还在俄勒岡大學和波特蘭州立大學教授圖像小說。 